# Gardnerella vaginalis
Gardnerella vaginalis (лат.), рус. Гарднерелла вагиналис, прежнее название Haemophilus vaginalis — вид грамвариабельных бактерий из рода гарднерелл (Gardnerella) семейства Bifidobacteriaceae.
Бактерии Gardnerella vaginalis были обнаружены в 1953 году и сначала были отнесены к роду Haemophilus. Род Gardnerella был выделен в 1980 году из рода Haemophilus и назван в честь американского бактериолога Германа Гарднера.

## История открытия
Сидни Леопольд (англ. Sidney Leopold) описал в 1953 году новые грамотрицательные бактерии, обнаруженные в уретре мужчин с простатитом и вагине женщин с цервицитом. Те же бактерии были обнаружены в моче 45 % мужчин, являющихся мужьями женщин, во влагалище которых были обнаружены эти бактерии.
Леопольд причислил новый микроорганизм к роду Haemophilus, но не связал его с симптомами вагинита.
Затем Гарднер и Дьюкс (англ. H. L. Gardner, англ. C. D. Dukes) определили инфекционный агент неспецифичного вагинита (это вагинит, не связанный с Candida albicans, Trichomonas vaginalis или Neisseria gonorrhoeae). Исследователи соотнесли этот микроб с обнаруженным Леопольдом видом бактерий и опубликовали результаты своих исследований в 1955 году: Gardner, H. L. and Dukes, C. D. (1955) Haemophilus vaginalis and Vaginitis: A Newby Defined Specific Infection Previously Classified Non-Specific Vaginitis. American Journal of Obstetrics and Gynecology, 69, 962-976.
doi:10.1016/0002-9378(55)90095-8.
Гарднер и Дьюкс назвали выявленный ими инфекционный агент Haemophilus vaginalis.

## Описание
Бактерии Gardnerella vaginalis — факультативные анаэробы, в небольшом количестве они являются постоянным представителем микрофлоры влагалища (относятся к условно-патогенной микрофлоре), в некоторых условиях замещают там лактобактерии совместно с другими анаэробами и возникает симптом дисбиоза влагалища.

### Метаболизм
Бактерии Gardnerella vaginalis питаются сахарами (целлобиоза, декстрин, фруктоза, галактоза, глюкоза, лактоза и другие), гликозидами (Арбутин) и использует биотин, производят уксусную кислоту (ацетат-ион).

## Клиническое значение
Gardnerella vaginalis в большинстве случаев являются основным представителем условно-патогенной микрофлоры влагалища при бактериальном вагинозе — у женщин с бактериальным вагинозом преобладают в 71–92% случаев. При бактериальном вагинозе гарднереллы, анаэробные представители микрофлоры влагалища и другой факультативный анаэроб Mobiluncus spp. замещают лактобациллы, преобладающие в вагинальной микрофлоре здоровой женщины. Иногда это заболевание называют гарднереллёзом.
В женском организме гарднереллы могут присутствовать как в свободном состоянии, так и в состоянии биоплёнки. Вероятно, бактериальная плёнка G. vaginalis, прикрепившихся к эпителию влагалища, становится местом адгезии других патогенов.
G. vaginalis передаётся половым партнёрам женщины при (влагалищном) сексуальном контакте, таким образом оказывается у мужчин — половых партнёров женщин с бактериальным вагинозом. В мужском организме гарднереллы обычно не задерживаются, но в 10 % случаев могут, в основном бессимптомно, остаться в мужском организме, делая его носителем и, при незащищённом половом контакте, распространителем гарднереллёза. В некоторых случаях гарднереллы вызывают у мужчин ряд осложнений.
Гарднереллы чувствительны к метронидазолу. Устойчивы к тетрациклинам, сульфаниламидам, аминогликозидам и цефалоспоринам, чувствительны в меньшей степени к ампициллину и клиндамицину.